# Staying at Tamara's
Staying at Tamara's è il secondo album in studio del cantautore britannico George Ezra, pubblicato il 23 marzo 2018.

## Tracce
1. Pretty Shining People – 3:32
2. Don't Matter Now – 2:56
3. Get Away – 2:34
4. Shotgun – 3:21
5. Paradise – 3:42
6. All My Love – 2:40
7. Sugarcoat – 3:22
8. Hold My Girl – 3:31
9. Saviour (feat. First Aid Kit) – 3:32
10. Only a Human – 3:34
11. The Beautiful Dream – 4:29